# NGC 2397
NGC 2397 är en flockig spiralgalax i stjärnbilden Flygfisken ungefär en grad sydsydost om Delta Volantis. Den upptäcktes den 21 februari 1835 av John Herschel. Den ligger på ett avstånd av cirka 69 miljoner ljusår från solen, och ingår i den lilla NGC 2442-gruppen som även omfattar NGC 2434.
Den morfologiska klassificeringen av NGC 2397 är SB(s)b, vilket anger att den är en stavspiralgalax (SB) utan ringstruktur runt kärnan/kärnorna och måttligt tätt lindade spiralarmar (b). Kärnan är delvis dold och består av äldre gula och röda stjärnor. Nyare stjärnor har bildats inuti de yttre blå spiralarmarna, vilka också har utskjutande delar av stoft.
I mars 2006 observerades en stjärna i galaxen, SN 2006bc, i sena stadier av en supernova.Astronomer vid Queen's University Belfast, som har studerat supernovor för att ta reda på vilken typ av stjärnor som exploderar, arbetade igenom tidigare tagna bilder av galaxen och hittade en av när stjärnan exploderade, en av endast sex som totalt samlats in. Tidiga spektra visade att detta var en supernova av typ II, möjligen av subtyp II-L eller II-P.